# Moe Game Award
Moe Game Award (jap. 萌えゲーアワード Moegē Awādo) – japońska nagroda przyznawana corocznie wyróżniającym się grom na komputery osobiste, które zostały sklasyfikowane przez Ethics Organization of Computer Software. Początkowo noszące nazwę Bishōjo Game Award, wydarzenie to jest organizowane od 2006 roku jako „Oscary branży gier dla dorosłych”. Otrzymanie najwyższej kategorii wiekowej nie jest jednak wymagane i nagrodzone mogą zostać tytuły przeznaczone do dowolnych odbiorców. Nagroda ma na celu uhonorowanie gier, w których interakcje z postaciami bishōjo skutecznie oddziałują na emocje graczy (wywołują moe).
Od 2021 roku organizacją procesu przyznawania nagrody zajmuje się firma Exnoa (należąca do grupy DMM.com).

## Wybór laureatów

### 2006-2020
Wyłonienie laureatów w Moe Game Award początkowo odbywało się dwuetapowo. Najpierw przeprowadzane było internetowe głosowanie w celu wyłonienia 40 nominowanych gier. Następnie decyzję o wyborze laureatów podejmowało jury, składające się z przedstawicieli branżowych czasopism i innych ekspertów. Moe Game Award przyznawano w kilkunastu kategoriach – m.in. za scenariusz, projekt gry, projekty postaci i piosenkę przewodnią. Wśród nich istniały także kategorie tematyczne (m.in. czysta miłość, erotyka i tajemnice) oraz techniczne (m.in. fan disk, niska cena i nowa marka). Najlepszym produkcjom, które zdobyły uznanie w wielu dziedzinach, przyznawano nagrodę główną (w pierwszych edycjach – złotą, srebrną i brązową). Gra, która zdobyła najwięcej głosów internautów, otrzymywała nagrodę graczy. Jury mogło także przyznać nagrodę specjalną tytułom, które nie zostały nominowane w głosowaniu.

### Od 2021
Od 2021 roku zwycięzcy nagrody głównej oraz nagród w poszczególnych kategoriach wyłaniani są w internetowym głosowaniu. Dodatkowo przyznawana jest też nagroda sklepów z grami eroge.
W 2022 roku wprowadzony został system punktowy, w którym wybór laureatów zależy od kilku czynników: liczby głosów w plebiscycie (1 pkt za każdy głos), liczby sprzedanych kopii gry w dystrybucji cyfrowej w ciągu 30 dni od premiery (3 pkt za każdą kopię), osiągnięcia najwyższej sprzedaży w poszczególnych miesiącach (osobno dla wersji pudełkowych i cyfrowych – 500 pkt) oraz zdobycia nagrody miesiąca (500 pkt). Przywrócona została nagroda graczy przyznawana tytułom z największą liczbą głosów.

## Laureaci nagród głównych

### Bishōjo Game Award
| Rok  | Gra                         | Producent    |
| ---- | --------------------------- | ------------ |
| 2006 | Kono aozora ni yakusoku o   | Giga         |
| 2007 | Haruka ni aogi, uruwashi no | Pulltop      |
| 2008 | G senjō no maō              | Akabei Soft2 |

### Moe Game Award
| Rok  | Nagroda                         | Gra                                                                | Producent    |
| ---- | ------------------------------- | ------------------------------------------------------------------ | ------------ |
| 2009 | Złota                           | Shin Koihime†Musō: Otome ryōran ☆ Sangokushi Engi                  | BaseSon      |
| 2009 | Srebrna                         | Maji de watashi ni koi shinasai!                                   | MinatoSoft   |
| 2009 | Brązowa                         | Twinkle☆Crusaders                                                  | Lillian      |
| 2010 | Złota                           | Tasogare no Sinsemilla                                             | Applique     |
| 2010 | Srebrna                         | Ikusa megami Verita                                                | Eushully     |
| 2010 | Brązowa                         | Subarashiki hibi: Furenzoku sonzai                                 | KeroQ        |
| 2011 | Złota                           | Grisaia no kajitsu                                                 | Frontwing    |
| 2011 | Srebrna                         | Kami-dori Alchemy Meister                                          | Eushully     |
| 2011 | Srebrna                         | Kamikaze Explorer!                                                 | Clochette    |
| 2012 | Złota                           | Kono ōzora ni, tsubasa o hirogete                                  | Pulltop      |
| 2012 | Srebrna                         | Grisaia no meikyū                                                  | Frontwing    |
| 2012 | Srebrna                         | Maji de watashi ni koi shinasai! S                                 | MinatoSoft   |
| 2013 | Główna                          | Tsuki ni yorisō otome no sahō                                      | Navel        |
| 2013 | II główna                       | Grisaia no rakuen                                                  | Frontwing    |
| 2013 | II główna                       | Prism◇Recollection!                                                | Clochette    |
| 2014 | Główna                          | Ao no kanata no Four Rhythm                                        | sprite       |
| 2014 | II główna                       | Ano harewataru sora yori takaku                                    | ChuableSoft  |
| 2014 | II główna                       | Nanairo Reincarnation                                              | Silky’s Plus |
| 2015 | Główna                          | Sakura no uta: Sakura no mori no ue o mau                          | Makura       |
| 2015 | II główna                       | Miagete goran, yozora no hoshi o                                   | Pulltop      |
| 2015 | II główna                       | Hanasaki Work Spring!                                              | Saga Planets |
| 2016 | Główna                          | Wagamama High Spec                                                 | Madosoft     |
| 2016 | II główna                       | Maitetsu                                                           | Lose         |
| 2016 | II główna                       | Sengoku†Koihime X: Otome kenran ☆ Sengoku emaki                    | BaseSon      |
| 2016 | II główna                       | Senren*Banka                                                       | Yuzusoft     |
| 2017 | Główna                          | Nora to ōjo to noraneko Heart 2                                    | Harukaze     |
| 2017 | II główna                       | Kin’iro Loveriche                                                  | Saga Planets |
| 2017 | II główna                       | Hikari no umi no Apeiria                                           | Silky’s Plus |
| 2017 | II główna                       | Making*Lovers                                                      | Smee         |
| 2018 | Główna                          | Summer Pockets                                                     | Key          |
| 2018 | II główna                       | Rance X: Kessen                                                    | AliceSoft    |
| 2018 | II główna                       | Shin Koihime†Musō – Kakumei: Son Go no ketsumyaku                  | BaseSon      |
| 2018 | II główna                       | Raspberry Cube                                                     | Madosoft     |
| 2019 | Główna                          | Nukigē mitai na shima ni sunderu watashi wa dō surya ii desu ka? 2 | Qruppo       |
| 2019 | II główna                       | Tamayura mirai                                                     | Azurite      |
| 2019 | II główna                       | D.C.4: Da Capo 4                                                   | Citrus       |
| 2019 | II główna                       | Kimagure Temptation                                                | Silky’s Plus |
| 2020 | Główna                          | Maitetsu Last Run!!                                                | Lose         |
| 2020 | II główna                       | Hamidashi Creative                                                 | Madosoft     |
| 2020 | II główna                       | Kakenuke★Seishun Sparking!                                         | Saga Planets |
| 2020 | II główna                       | Dohna Dohna: Issho ni warui koto o shiyō                           | AliceSoft    |
| 2021 | Sōsaku kanojo no ren’ai kōshiki | Sōsaku kanojo no ren’ai kōshiki                                    | Aino+Links   |
| 2022 | Hentai Prison                   | Hentai Prison                                                      | Qruppo       |